# Кадуна Юнайтед
«Кадуна Юнайтед» (Kaduna United) — нигерийский футбольный клуб из города Кадуны. Домашние матчи проводит на стадионе Ахмаду Бело, вмещающем 30,000 болельщиков и являющемся самым вместительным стадионом в Премьер-лиге из тех которые используются клубами.

## Достижения клуба
- Кубок Федерации (Нигерия)
  - 2010